# В нашем дворе
Информационное агентство «В нашем дворе» — средство массовой информации, занимающееся сбором и распространением сведений о событиях, фактах, явлениях, происходящих на территории Тюмени, Тюменской области и Российской Федерации. Основные специализации: проблемы жилищно-коммунального хозяйства, события общегородского и дворового масштаба, культурная жизнь Тюмени и Тобольска, молодёжные новости, происшествия. Регион распространения — Тюменская область.

## История
Агентство основано в 2010 году командой энтузиастов, занимающихся уникальным для Тюмени интернет-проектом «Портал 3 Заречного» и созданием Тюменской городской социальной сети Sosedi72.ru.
Информационное агентство зарегистрировано Управлением Роскомнадзора по Тюменской области, свидетельство о регистрации СМИ ИА № ТУ 72-00148 от 22 января 2010 года.

## Руководство
Генеральный директор — Муратова Яна Вячеславовна.

## Деятельность
Информационное агентство «В нашем дворе» с момента своего создания реализует концепцию «Сам себе корреспондент», в рамках которой любому жителю города представляется возможность рассказать о событиях, фактах и явлениях, представляющих интерес для всех горожан. Проект поддержан Администрацией города Тюмени, на официальном портале которой размещена ссылка на сайт информационного агентства, и ведущей городской газетой Тюменский курьер, публикующей на своих страницах материалы о жизни горожан. Кроме того, ИА «В нашем дворе» является площадкой для «пробы пера» молодых журналистов — студентов отделения журналистики Тюменского государственного университета.
В год 65-летия Победы по инициативе одного из тюменских журналистов Геннадия Иванова команда информационного агентства «В нашем дворе» совместно с администрацией города Тюмени и областным Советом ветеранов провела акцию «Лица Победителей». При содействии жителей Тюмени собраны фотографии ветеранов Великой Отечественной войны и размещены в фотогалерее «Лица Победителей».
Командой юнкоров ИА «В нашем дворе» совместно с пресс-службой Администрации города Тюмени реализуется проект «Как я однажды провел лето», в рамках которого юным корреспондентам агентства о своем детстве, лучших летних впечатлениях и шалостях рассказывают известные тюменцы и гости города.
В сентябре 2010 года информационным агентством «В нашем дворе» начат выпуск одноимённой газеты.